# Flickingeria
Flickingeria, viết tắt là Flkga trong thương mại, là một chi thực vật có hoa của họ Lan với hơn 60 loài, phân bố từ Himalaya đến Đông Nam Á, Indonesia và New Guinea.

## Danh sách các loài
1. Flickingeria abhaycharanii Phukan & A.A.Mao, Orchid Rev. 113: 22 (2005).
2. Flickingeria agamensis (J.J.Sm.) J.B.Comber, Orchids: 694 (2001).
3. Flickingeria albopurpurea Seidenf., Dansk Bot. Ark. 34: 48 (1980).
4. Flickingeria angulata (Blume) A.D.Hawkes, Orquídea (Rio de Janeiro) 27: 301 (1965).
5. Flickingeria angustifolia (Blume) A.D.Hawkes, Orquídea (Rio de Janeiro) 27: 301 (1965).
6. Flickingeria appendiculata (Blume) A.D.Hawkes, Orquídea (Rio de Janeiro) 27: 302 (1965).
7. Flickingeria aureiloba (J.J.Sm.) J.J.Wood, Orchadian 7: 145 (1982).
8. Flickingeria bancana (J.J.Sm.) A.D.Hawkes, Orquídea (Rio de Janeiro) 27: 302 (1965).
9. Flickingeria bicarinata (Ames & C.Schweinf.) A.D.Hawkes, Orquídea (Rio de Janeiro) 27: 302 (1965).
10. Flickingeria bicolor Z.H.Tsi & S.C.Chen, Acta Phytotax. Sin. 33: 204 (1995).
11. Flickingeria bicostata (J.J.Sm.) A.D.Hawkes, Orquídea (Rio de Janeiro) 27: 302 (1965).
12. Flickingeria calocephala Z.H.Tsi & S.C.Chen, Acta Phytotax. Sin. 33: 203 (1995).
13. Flickingeria calopogon (Rchb.f.) A.D.Hawkes, Orquídea (Rio de Janeiro) 27: 302 (1965).
14. Flickingeria candoonensis (Ames) Fessel & Lückel, Orchidee (Hamburg) 49: 252 (1998).
15. Flickingeria celebensis (J.J.Sm.) S.Thomas, Schuit. & de Vogel, Lindleyana 17: 34 (2002).
16. Flickingeria chrysographata (Ames) A.D.Hawkes, Orquídea (Rio de Janeiro) 27: 302 (1965).
17. Flickingeria clementsii D.L.Jones, Orchadian 14(8: Sci. Suppl.): ix (2004).
18. Flickingeria comata (Blume) A.D.Hawkes, Orchid Weekley 2(46): 453 (1961).
19. Flickingeria compressa Seidenf., Dansk Bot. Ark. 34: 31 (1980).
20. Flickingeria concolor Z.H.Tsi & S.C.Chen, Acta Phytotax. Sin. 33: 204 (1995).
21. Flickingeria convexa (Blume) A.D.Hawkes, Orquídea (Rio de Janeiro) 27: 303 (1965).
22. Flickingeria crenicristata (Ridl.) J.J.Wood, Lindleyana 5: 101 (1990).
23. Flickingeria dahlemensis (Schltr.) J.B.Comber, Orchids: 693 (2001).
24. Flickingeria denigrata (J.J.Sm.) J.J.Wood, Lindleyana 5: 101 (1990).
25. Flickingeria dimorpha (J.J.Sm.) S.Thomas, Schuit. & de Vogel, Lindleyana 17: 35 (2002).
26. Flickingeria dura (J.J.Sm.) A.D.Hawkes, Orquídea (Rio de Janeiro) 27: 303 (1965).
27. Flickingeria eurorum (Ames) A.D.Hawkes, Orquídea (Rio de Janeiro) 27: 303 (1965).
28. Flickingeria fimbriata (Blume) A.D.Hawkes, Orquídea (Rio de Janeiro) 27: 303 (1965).
29. Flickingeria flabelliformis (Schltr.) A.D.Hawkes, Orquídea (Rio de Janeiro) 27: 303 (1965).
30. Flickingeria flabelloides (J.J.Sm.) J.J.Wood, Lindleyana 5: 101 (1990).
31. Flickingeria forcipata (Kraenzl.) A.D.Hawkes, Orquídea (Rio de Janeiro) 27: 303 (1965).
32. Flickingeria fugax (Rchb.f.) Seidenf., Dansk Bot. Ark. 34: 46 (1980).
33. Flickingeria grandiflora (Blume) A.D.Hawkes, Orquídea (Rio de Janeiro) 27: 303 (1965).
34. Flickingeria guttenbergii (J.J.Sm.) J.B.Comber, Orchids: 693 (2001).
35. Flickingeria hesperis Seidenf., Nordic J. Bot. 2: 16 (1982).
36. Flickingeria heterobulba (Schltr.) S.Thomas, Schuit. & de Vogel, Lindleyana 17: 35 (2002).
37. Flickingeria homoglossa (Schltr.) A.D.Hawkes, Orquídea (Rio de Janeiro) 27: 304 (1965).
38. Flickingeria insularis Seidenf., Dansk Bot. Ark. 34: 31 (1980).
39. Flickingeria integrilabia (J.J.Sm.) A.D.Hawkes, Orquídea (Rio de Janeiro) 27: 304 (1965).
40. Flickingeria interjecta (Ames) A.D.Hawkes, Orquídea (Rio de Janeiro) 27: 304 (1965).
41. Flickingeria junctiloba Fessel & Lückel, Orchidee (Hamburg) 49: 254 (1998).
42. Flickingeria labangensis (J.J.Sm.) J.J.Wood, Lindleyana 5: 101 (1990).
43. Flickingeria laciniosa (Ridl.) A.D.Hawkes, Orquídea (Rio de Janeiro) 27: 305 (1965).
44. Flickingeria lonchigera (Schltr.) Schuit. & de Vogel, Blumea 48: 510 (2003).
45. Flickingeria luxurians (J.J.Sm.) A.D.Hawkes, Orquídea (Rio de Janeiro) 27: 305 (1965).
46. Flickingeria macraei (Lindl.) Seidenf., Dansk Bot. Ark. 34: 39 (1980).
47. Flickingeria nativitatis (Ridl.) J.J.Wood, Orchadian 7: 145 (1982).
48. Flickingeria nazaretii P.O'Byrne & J.J.Verm., Malayan Orchid Rev. 37: 92 (2003).
49. Flickingeria nodosa (Dalzell) Seidenf., Dansk Bot. Ark. 34: 41 (1980).
50. Flickingeria pallens (Kraenzl.) A.D.Hawkes, Orquídea (Rio de Janeiro) 27: 305 (1965).
51. Flickingeria pardalina (Rchb.f.) Seidenf., Dansk Bot. Ark. 34: 35 (1980).
52. Flickingeria parietiformis (J.J.Sm.) A.D.Hawkes, Orquídea (Rio de Janeiro) 27: 306 (1965).
53. Flickingeria parishii Seidenf., Dansk Bot. Ark. 34: 29 (1980).
54. Flickingeria paucilaciniata (J.J.Sm.) A.D.Hawkes, Orquídea (Rio de Janeiro) 27: 306 (1965).
55. Flickingeria pemae (Schltr.) A.D.Hawkes, Orquídea (Rio de Janeiro) 27: 306 (1965).
56. Flickingeria pseudoconvexa (Ames) A.D.Hawkes, Orquídea (Rio de Janeiro) 27: 306 (1965).
57. Flickingeria puncticulosa (J.J.Sm.) J.J.Wood, Kew Bull. 41: 819 (1986).
58. Flickingeria purpureostelidia (Ames) A.D.Hawkes, Orquídea (Rio de Janeiro) 27: 306 (1965).
59. Flickingeria quadriloba (Rolfe) A.D.Hawkes, Orquídea (Rio de Janeiro) 27: 306 (1965).
60. Flickingeria rhipidoloba (Schltr.) A.D.Hawkes, Orquídea (Rio de Janeiro) 27: 307 (1965).
61. Flickingeria rhodobalion (Schltr.) Brieger, Schlechter Orchideen 1(11-12): 742 (1981).
62. Flickingeria ritaeana (King & Pantl.) A.D.Hawkes, Orquídea (Rio de Janeiro) 27: 307 (1965).
63. Flickingeria schinzii (Rolfe) A.D.Hawkes, Orquídea (Rio de Janeiro) 27: 307 (1965).
64. Flickingeria schistoglossa (Schltr.) A.D.Hawkes, Orquídea (Rio de Janeiro) 27: 307 (1965).
65. Flickingeria scopa (Lindl.) Brieger, Schlechter Orchideen 1(11-12): 742 (1981).
66. Flickingeria sematoglossa (Schltr.) J.B.Comber, Orchids: 691 (2001).
67. Flickingeria shihfuana T.P.Lin & Kuo Huang, Taiwania 50: 292 (2005).
68. Flickingeria simplicicaulis (J.J.Sm.) A.D.Hawkes, Orquídea (Rio de Janeiro) 27: 307 (1965).
69. Flickingeria stenoglossa (Gagnep.) Seidenf., Dansk Bot. Ark. 34: 65 (1980).
70. Flickingeria tairukounia (S.S.Ying) T.P.Lin, Native Orchids Taiwan 3: 85 (1987).
71. Flickingeria tetralobata P.O'Byrne & J.J.Verm., Malayan Orchid Rev. 39: 80 (2005).
72. Flickingeria tricarinata Z.H.Tsi & S.C.Chen, Acta Phytotax. Sin. 33: 201 (1995).
73. Flickingeria trifurcata (Carr) A.D.Hawkes, Orquídea (Rio de Janeiro) 27: 307 (1965).
74. Flickingeria unibulbis Seidenf., Dansk Bot. Ark. 34: 54 (1980).
75. Flickingeria unicornis (Ames) A.D.Hawkes, Orquídea (Rio de Janeiro) 27: 307 (1965).
76. Flickingeria usterii (Schltr.) Brieger, Schlechter Orchideen 1(11-12): 742 (1981).
77. Flickingeria vietnamensis Seidenf., Opera Bot. 114: 205 (1992).
78. Flickingeria xantholeuca (Rchb.f.) A.D.Hawkes, Orquídea (Rio de Janeiro) 27: 307 (1965).